# The Singles Collection (Britney Spears)
The Singles Collection is het tweede verzamelalbum met alle hits van de Amerikaanse popzangeres Britney Spears, dat uitkwam op 10 november 2009.

## Achtergrond
Na het succes van haar voorgaande album Circus werd besloten om na dit album een compilatiealbum uit te brengen onder de titel The Singles Collection. Aanvankelijk ging het slechts om geruchten, maar op 1 september 2009 kwam Billboard met de bevestiging.

## Edities
Er zouden twee edities verschijnen:
- Editie 1: Standaardeditie - Hierop staan de 18 grootste hits en de nieuwe single 3
- Editie 2: Ultimate Fan Box-editie - Hierop zouden alle 29 singles van Spears komen te staan plus de nieuwe single 3, in een aparte hoes, met hun originele artwork. Op elke single zou of een B-kant of een remix komen. Ook zit hierbij een dvd met bijna alle videoclips in chronologische volgorde (alleen Boys staat er niet op) en een boekje met informatie over alle singles.

## Singles
3 - Op 23 september werd officieel bevestigd dat 3 de eerste single van het compilatiealbum zou worden en op 29 september naar de radio zou worden gestuurd.

## Hitlijsten
| Charts (2009)          | Positie |
| ---------------------- | ------- |
| Canada Albums Chart    | 19      |
| Hong Kong Albums Chart | 26      |
| U.S Billboard 200      | 22      |

## Hitnotering
| "The Singles Collection" in de Nederlandse Album Top 100 - binnen: 28-11-2009 | "The Singles Collection" in de Nederlandse Album Top 100 - binnen: 28-11-2009 | "The Singles Collection" in de Nederlandse Album Top 100 - binnen: 28-11-2009 |
| Week                                                                          | 01                                                                            |                                                                               |
| ----------------------------------------------------------------------------- | ----------------------------------------------------------------------------- | ----------------------------------------------------------------------------- |
| Nummer                                                                        | 77                                                                            | uit                                                                           |